# بارویل، اور
بارویل (به فرانسوی: Barville) یک کمون (فرانسه) در فرانسه است که در canton of Thiberville واقع شده‌است. بارویل ۲٫۷۱ کیلومتر مربع مساحت دارد ۱۶۰ متر بالاتر از سطح دریا واقع شده‌است.